# 35768 Wendybauer
35768 Wendybauer è un asteroide della fascia principale. Scoperto nel 1999, presenta un'orbita caratterizzata da un semiasse maggiore pari a 2,9096904 au e da un'eccentricità di 0,0565147, inclinata di 3,44024° rispetto all'eclittica.